# UFO Baby
Daa! Daa! Daa! (だぁ！だぁ！だぁ！?) es un manga japonés escrito e ilustrado por Mika Kawamura. Comenzó a publicarse en la revista Nakayoshi desde el año 1998 y del que se ha realizado una serie de anime. La serie tiene una continuación llamada Shin · Daa! Daa! Daa! (新☆だぁ!だぁ!だぁ!). La serie y su continuación se han emitido en España con el título UFO Baby. El manga se publica en tomos en la editorial Kōdansha en Japón. Desde 2004, también se publica en España, en Norma Editorial, con el título UFO Baby.

## Argumento
Los padres de Miyu Kōzuki deben trasladarse a Estados Unidos por motivos de trabajo (su madre es astronauta), por lo que Miyu se ve obligada a mudarse al templo Saionji, donde reside un amigo de la familia. Este tiene un hijo de su misma edad, Kanata Saionji. Sin embargo, el padre de Kanata parte ese mismo día en un viaje a la India, dejando a los dos adolescentes completamente solos en la casa.
Esa noche, un misterioso OVNI cae del cielo, transportando en su interior a un bebé llamado Luu y a su mascota-niñera, Guaumiau. Ambos provienen del planeta Otto y poseen habilidades especiales. Dado que su nave está averiada, no pueden regresar a su mundo, por lo que terminan quedándose en el templo bajo el cuidado de Miyu y Kanata.
A partir de entonces, Miyu y Kanata no solo deberán adaptarse a su nueva convivencia, sino también asumir la responsabilidad de cuidar a Luu y, lo más importante, mantener en secreto sus poderes frente a los demás.

## Personajes
- Miyu Kōzuki, chica de 17 años y cumple el 15 de marzo. es una chica con cabello rubio, tiene ojos verdes, a causa del trabajo de sus padres debe ir a vivir a casa de la familia Saionji ya que su mamá y su papá fueron convocados a la NASA, al principio ella no quería ir a vivir allá, pero con el tiempo se va acostumbrando a su vida junto a Kanata Saionji hasta el punto que lo ama. Es muy mala cocinera, es amable,  muy buena amiga, se preocupa cuando algo les pasa a Kanata, Guamiau, Luu ya que los considera su familia.

- Miki y Yū Kōzuki, padres de Miyu.

- - Miki: la madre es una mujer con cabello corto color chocolate ojos verdes, fue contratada como astronauta por la NASA es extremadamente testaruda y siempre toma las decisiones sola desde pequeña quería cumplir sus más grandes sueños que eran tener un hijo(a) con el hombre que ama y poder convertirse en astronauta, es mala cocinera.

- -     - Yū: El padre es un hombre alto cabello castaño claro ojos cafés, es un hombre compresivo, amable, le gusta cocinar le gusta estar en familia como su esposa trabaja de investigador de desarrollo de naves espaciales.

- Kanata Saionji, chico de 17 años con cabello color castaño oscuro ojos color marrón, que vive en el templo Saionji. Es muy popular entre las chicas, pero no les presta atención, es bueno en los deportes y también muy excelente estudiante, es el delegado de la clase donde está, al principio no le gusta la idea de que Miyu se quede en su casa, siempre la molesta y le hace bromas pesadas pero también siempre cuida de ella y la ayuda cuando está en problemas, tras pasar el tiempo van cambiando sus sentimientos hacia ella al punto hasta donde se enamora de Miyu. En el manga su personaje es mucho más frío. Le encantan las calabazas. Al principio era frío e insensible pero con el paso del tiempo empieza a sonreír y a divertirse en compañía de Miyu y a enamorarse de ella.

- Hokushō Saionji, padre de Kanata. Es un monje budista que, al principio de la serie, viaja a la India.

- Luu es un bebé extraterrestre que puede volar y hacer que objetos pequeños leviten, le dice a Miyu y Kanata mamá y papá, llegó a la Tierra tras ser absorbido por un agujero espacio temporal y desde entonces vive con Miyu y Kanata. En Shin daa daa daa se ve que Luu creció y vive en la ciudad Otto con sus padres pero después de que salvar a Miu de ser secuestrada en el planeta otto y la conoce con el tiempo se enamora de ella; Dos años después de dejar a Miu en la tierra, se ve que Luu regresa como un estudiante para quedarse con Miu.

- Guaumiau (Wannyā), mascota niñera con forma de gato y que tiene poderes de transformación, siempre cuida de Luu, pero siempre tiene problemas, ayuda con las labores domésticas de la casa y usa su poder de transformación para poder salir a la calle entre sus trasformaciones son un pariente lejano, señor dulce de arroz (son las trasformaciones más frecuentes ante los conocidos), el señor duende, la mamá de Luu, en ocasiones como un niño de unos 6 años, su plato preferido en la tierra son los dulces de arroz.

- Christine (Cris) Hanakomachi, compañera de clase de Miyu y Kanata que está enamorada de éste. Es muy celosa y se pone muy violenta tiene mucha fuerza con lo cual destruye todo después de que ya no está enojada vuelve a construir todo como esta, cuando ve que Kanata le presta atención a otra chica, especialmente de Miyu. Su familia es muy rica. En el manga descubre después de su prima que Lu y Guaumiau son extraterrestres.Tiene una cabaña muy linda que en el capítulo 32 sus amigos van a visitarla después conocen a un señor disfrazado de ciervo entonces cuando se molesta Chris, el ciervo se baja la cabeza y Chris se tranquiliza; Chris es generosa con sus amigos después de todo.

- Momoka Hanakomachi: es una pequeña niña de 3 años del jardín de infantes es muy inteligente para su edad,  que quiere casarse con Lu y no deja que nadie se acerque a él, le dice "señora" a Miyu (lo que le molesta mucho), ella quiere que Kanata este con su prima Christine. Es la primera que sabe que Lu es un extraterrestre.

- Kurita Hanakomachi: él aparece exclusivamente en el manga, es el hermano mayor de Momoka y es Primo de Cristine. Tiene la misma edad que Miyu y Kanata, está enamorado de Miyu. El lleva unos lentes circulares. Cuando se quita los lentes es muy guapo. El es delegado de aula.

- Nanami Tenchi es amiga de Miyu, siempre ayuda a sus amigas dándoles buenos consejos. Además es una glotona, y muy buena en deportes.

- Aya Konishi, amiga de Miyu, es la directora del club de teatro, es muy peligrosa cuando no tiene una buena historia para el festival escolar.

- Mikan Yamamura, alias de la mangaka Mika Kawamura. Es dibujante de manga y lleva una mandarina en la cabeza. Se pone de muy mal humor cuando llega la fecha de entrega de sus trabajos y va a tocar la campana del salón principal del templo Saionji. Tiene un hermano menor llamado Mizuki. Su nombre significa "mandarina".

- Sanda Kurosu es el mejor amigo de Kanata, le gustan las cosas raras y la fotografía, en el manga, cuando crece se vuelve famoso.

- Otros personajes:

Seiya Yaboshi: es un chico rubio que apareció por primera vez en el capítulo n.º 12. Sabe que Kanata y Miyu esconden a Lu en su casa y le pide a Miyu que se lo muestre, es muy misterioso y algo molestoso, viene del planeta Zalac y puede leer el corazón de las personas tomando su mano, tiene una hermana llamada Rui, se puede decir que es un vagabundo espacial ya que escapó de casa, está enamorado de Miyu.
Rui Yaboshi: es una chica con el pelo rosa aparece por primera vez en el capítulo n.º 28 .Viene al templo Saionji para traer a Seiya su hermano a casa de vuelta y tiene un novio llamado Teru, Mikan aprovecha las historias contadas por Rui para sus historias de manga que le han dado éxito. 
Akira Kijō: Amiga de la infancia de Kanata, se fue a vivir a América cuando tenía diez años, está enamorada de Kanata y es la primera persona que se da cuenta de los sentimientos de Kanata y Miyu. 
Nozomu Hikarigaoka: es un chico rubio muy popular entre las chicas, le encanta regalar rosas rojas dice que él está para servir a las chicas que es su razón de vivir, cuida mucho de sus rosas y se auto proclama rival de Kanata, tiene una cacatúa llamada Okame.
considera valiosa la amistad que ha tenido con el tiempo con sus amigos.
La Banda malvada: Son tres hermanas extraterrestres vienen del planeta Zalac ellas realizan experimentos pero siempre fracasan viajan por todos los planetas del universo y llegan a la tierra intentan vender sus inventos pero siempre fracasan, al ver a Luu intentan secuestrarlo para ganar dinero en variadas ocasiones lo han intentado pero no lo han logrado por los cuidados de Guamiau, Miyu, Kanata y sus amigos le han protegido. La tercera hermana Guayaba siente algo por Nozumu al que le dice ´´mi príncipe´´.
Mizuki Yamamura es el hermano pequeño de Mikan siempre hace lo que le ordena su hermana.
Teru Moroboshi es el novio de Rui es un policía federal espacial él es una persona optimista por lo general cuando se trata de la relación que tiene con su novia Rui, es muy alegre y testarudo.
La señorita Mizuno: Es la profesora de kanata y Miyu en el instituto, ella es una persona poco común pero es humana, ella ha hecho muchas cosas entre esas ser una persona que tiene un gran razonamiento por las cosas y ser rescatista de montaña, además fue ayudante de un dibujante de mangas donde conoció a Mikan, la señorita Mizuno se preocupa mucho de sus estudiantes y también ha querido hacer un papel en las obras de Aya. 
Miu Saionji Közuki : Es la hija de Miyu y Kanata. Aparece en el manga New UFO baby, la continuación de UFO baby. Tras ser absorbida por una agujero espacio temporal cuándo iba hacia el colegio, aparece en el planeta en el que habitaba el pequeño Luu, que ahora ya no era tan pequeño, y tras meterse en problemas es salvada por él. Según avanza la historia se va notando más amor entre los dos.

## Lista de capítulos
1- ¿Una familia de cuatro al instante?
2- Lu sube a una chimenea.
3- Chris y sus amigas hacen una visita.
4- Momoka y el collar.
5- ¿Es Miyu un fracaso como cocinera?
6- Mamá viene el día de la madre.
7- Lu se hace muy popular en el colegio.
8- Lu debuta como protagonista.
9- Una cita en el parque entre primos.
10- Fabricando el Sanda perfecto.
11- Papá viene el día del padre.
12- Seiya Yaboshi, el chico misterioso.
13- El misterioso planeta Shalak.
14- Ayudemos al transformado guau-miau.
15- Mikan escapa al templo Saionji.
16- El mar y el árbol de los enamorados.
17- ¿Hosho está en la India o en el Templo Saionji?
18- El pasaporte de Momoka.
19- ¿Hay un misterio en la casa de Miyu?
20- Una visita muy inoportuna.
21- Monkishi y el director hacen las paces.
22- Una excursión terrorífica.
23- ¡Reunámonos todos en el templo Saionji!
24- Apagón en halloween.
25- En los grandes almacenes con Lu.
26- Un mensaje de Seiya Yaboshi.
27- Una transmisión de parte de mamá y papá.
28- Una hermana viene al Templo Saionji.
29- Nanami y la misteriosa piedra de adobo.
30- guau-miau, guau-miau
31- Las primeras navidades de Saionji.
32- Al refrugio de esquí de Christine.
33- La amiga de la infancia de Kanata.
34- La cita prometida de Kanata.
35- Adiós, guau-miau.
36- Los exploradores de aguas termales de Heiomachi.
37- El debut como "Idol" de Miyu.
38- Lu se multiplica.
39- Reuniendo a los cien Lus.
40- ¿Aparece un rival para Kanata?
41- El gran combate de Kanata y Nozomu.
42- ¿Dónde esta Okame?
43- Las dos familias se reúnen en el Templo Saionji.
44- No me dan miedo los banderines de Carpa.
45- Cenicienta dentro de un libro de dibujos.
46- Chris y la ballena blanca.
47- Miyu y mini- Miyu van al colegio.
48- El extraño jarrón de Sanda y Kanata.
49- El misterioso vieje de la señorita Mizuno.
50- Ya vale, vago guau-miau.
51- La promesa secreta de Mikan.
52- El cuento de fantasmas en el Templo Saionji la roca de koichi.
53- Miyu y Kanata van a América.
54- Todos menos Sanda van a América.
55- El extraño objeto que dejó Seiya.
56- La invasión de los robots guau-miau.
57- Nozomu, al mundo de los sueños.
58- Vuestra mascota es la mejor.
59- Pepo, Lu, guau-miau.
60- El lugar de trabajo de Mikan es el templo Saionji.
61- ¿El primer beso de Miyu y Kanata?
62- El criticón de Kabokichi en el templo Saionji.
63- Hay alguien en la aterradora villa de la montaña.
64- Llega una amiga por correspondencia.
65- Qué aburrimiento de inventos.
66- Una rival, una amiga, una competidora en el amor.
67- Teru viene del planeta Shalak.
68- Guau-miau contra Delciervo.
69- El amor de la expulsada guayaba.
70- La Navidad de Momoka.
71- Alegría con los siete dioses de la fortuna.
72- El mismo kimono que Miyu.
73- Miyu y el pequeño Kanata.
74- Adiós, banda malvada.
75- San Valentín en Heiomachi.
76- Lu, el protagonista del festival cultural.
77- La noche de luna llena.
78- Nos volveremos a ver.

## Continuación del manga
Se ha hecho una continuación del manga, que consta de dos cómics. 
En "New Ufo Baby" se narran las aventuras que vive Miu Saionji, la hija de Miyu y de Kanata, con Luu. La chica aparece en el planeta de Luu, de la misma forma que llegó Luu y Guau Miau a la Tierra, y se encuentra con el chico. Entonces ella le cuenta su problema, y Luu promete traerla de vuelta a la Tierra. Y mientras todo avanza, se nota el cariño que surge entre ambos personajes.
- Datos: Q2293617